# Copa Amèrica de futbol de 1979
La Copa Amèrica de futbol de 1979 va ser la 31a edició de la Copa Amèrica de futbol. La competició va ser organitzada per la CONMEBOL sense seu fixa, entre el 18 de juliol i el 12 de desembre de 1979.
El darrer campió, Perú, passà directament a la ronda de semifinals. La selecció del Paraguia fou la campiona guanyant a Xile a la final. El xilè Carlos Caszely fou escollit millor jugador del torneig.

## Seleccions participants
- Argentina
- Bolívia
- Brasil
- Colòmbia
- Equador
- Paraguai
- Perú (vigent campió)
- Uruguai
- Veneçuela
- Xile

## Primera fase
Font:

### Grup A
| Equip     | PJ | PG | PE | PP | GF | GC | Dif | Pts |
| --------- | -- | -- | -- | -- | -- | -- | --- | --- |
| Xile      | 4  | 2  | 1  | 1  | 10 | 2  | +8  | 5   |
| Colòmbia  | 4  | 2  | 1  | 1  | 5  | 2  | +3  | 5   |
| Veneçuela | 4  | 0  | 2  | 2  | 1  | 12 | −11 | 2   |

| Veneçuela | 0–0 | Colòmbia |
| --------- | --- | -------- |
|           |     |          |

| Veneçuela    | 1–1 | Xile       |
| ------------ | --- | ---------- |
| Carvajal 70' |     | Peredo 81' |

| Colòmbia | 1–0 | Xile |
| -------- | --- | ---- |
| Díaz 21' |     |      |

| Colòmbia                                              | 4–0 | Veneçuela |
| ----------------------------------------------------- | --- | --------- |
| Iguarán 17' · Valverde 53' · Chaparro 59' · Morón 86' |     |           |

| Xile                                                                      | 7–0 | Veneçuela |
| ------------------------------------------------------------------------- | --- | --------- |
| Peredo 3', 59' · Véliz 31' · Rivas 38', 54' (pen.) · Soto 80' · Yáñez 84' |     | Páez      |

| Xile                     | 2–0 | Colòmbia     |
| ------------------------ | --- | ------------ |
| Caszely 14' · Peredo 58' |     | Valverde 54' |

### Grup B
| Equip     | PJ | PG | PE | PP | GF | GC | Dif | Pts |
| --------- | -- | -- | -- | -- | -- | -- | --- | --- |
| Brasil    | 4  | 2  | 1  | 1  | 7  | 5  | +2  | 5   |
| Bolívia   | 4  | 2  | 0  | 2  | 4  | 7  | −3  | 4   |
| Argentina | 4  | 1  | 1  | 2  | 7  | 6  | +1  | 3   |

| Bolívia           | 2–1 | Argentina |
| ----------------- | --- | --------- |
| Reynaldo 29', 66' |     | López 5'  |

| Bolívia                  | 2–1    | Brasil                      |
| ------------------------ | ------ | --------------------------- |
| Aragonés 36' (pen.), 73' | Report | Roberto Dinamite 30' (pen.) |

| Brasil             | 2–1    | Argentina  |
| ------------------ | ------ | ---------- |
| Zico 2' · Tita 54' | Report | Coscia 29' |

| Argentina                                  | 3–0 | Bolívia |
| ------------------------------------------ | --- | ------- |
| Passarella 1' · Gáspari 15' · Maradona 65' |     |         |

| Brasil              | 2–0    | Bolívia |
| ------------------- | ------ | ------- |
| Tita 46' · Zico 90' | Report |         |

| Argentina                               | 2–2    | Brasil                                         |
| --------------------------------------- | ------ | ---------------------------------------------- |
| Passarella 38' · Díaz 71' · Gallego 27' | Report | Sócrates Brasileiro 17', 65' (pen.) · Zico 27' |

### Grup C
| Equip    | PJ | PG | PE | PP | GF | GC | Dif | Pts |
| -------- | -- | -- | -- | -- | -- | -- | --- | --- |
| Paraguai | 4  | 2  | 2  | 0  | 6  | 3  | +3  | 6   |
| Uruguai  | 4  | 1  | 2  | 1  | 5  | 5  | 0   | 4   |
| Equador  | 4  | 1  | 0  | 3  | 4  | 7  | −3  | 2   |

| Equador                  | 1–2    | Paraguai                     |
| ------------------------ | ------ | ---------------------------- |
| Torres Garcés 64' (pen.) | Report | Talavera 22' · Solalinde 77' |

| Equador                 | 2–1    | Uruguai                             |
| ----------------------- | ------ | ----------------------------------- |
| Tenorio 6' · Alarcón 9' | Report | Victorino 79' (pen.) · Castillo 65' |

| Paraguai                  | 2–0    | Equador |
| ------------------------- | ------ | ------- |
| E. Morel 27' · Osorio 48' | Report |         |

| Uruguai                                     | 2–1    | Equador                            |
| ------------------------------------------- | ------ | ---------------------------------- |
| Bica 4' · Victorino 57' (pen) · Maneiro 78' | Report | Klinger 77' · Granda 57' · Ron 81' |

| Paraguai   | 0–0    | Uruguai |
| ---------- | ------ | ------- |
| Ovelar 35' | Report |         |

| Uruguai                    | 2–2    | Paraguai          |
| -------------------------- | ------ | ----------------- |
| Milar 54' (pen.) · Paz 83' | Report | E. Morel 34', 88' |

## Segona fase
Font:
|  | Semifinals | Semifinals | Semifinals | Semifinals |                 |   | Final | Final | Final | Final |
|  |            |            |            |            |                 |   |       |       |       |       |
|  |            |            |            |            |                 |   |       |       |       |       |
|  |            |            |            |            |                 |   |       |       |       |       |
|  | Paraguai   | Paraguai   | 2          | 2          |                 |   |       |       |       |       |
|  | Paraguai   | Paraguai   | 2          | 2          |                 |   |       |       |       |       |
|  | Brasil     | Brasil     | 1          | 2          |                 |   |       |       |       |       |
|  | Brasil     | Brasil     | 1          | 2          | Paraguai (agr.) | 3 | 0     | 0     |       |       |
|  |            |            |            |            | Paraguai (agr.) | 3 | 0     | 0     |       |       |
|  |            | Xile       | 0          | 1          | 0               |   |       |       |       |       |
|  | Perú       | Perú       | 0          | 1          | 0               | 1 | 0     |       |       |       |
|  | Perú       | Perú       |            |            |                 |   | 0     |       |       |       |
|  | Xile       | Xile       | 2          | 0          |                 |   |       |       |       |       |
|  | Xile       | Xile       | 2          | 0          |                 |   |       |       |       |       |

### Semifinals
| Perú         | 1–2 | Xile             |
| ------------ | --- | ---------------- |
| Mosquera 71' |     | Caszely 36', 76' |

| Xile | 0–0 | Perú |
| ---- | --- | ---- |
|      |     |      |

Xile guanyà 2–1 en l'agregat.
| Paraguai                    | 2–1    | Brasil       |
| --------------------------- | ------ | ------------ |
| E. Morel 16' · Talavera 35' | Report | Palhinha 79' |

| Brasil                                      | 2–2    | Paraguai                  |
| ------------------------------------------- | ------ | ------------------------- |
| Falcão 29' · Sócrates Brasileiro 61' (pen.) | Report | M. Morel 31' · Romero 68' |

Paraguai guanyà 4–3 en l'agregat.

### Final
| Paraguai                       | 3–0 | Xile |
| ------------------------------ | --- | ---- |
| Romero 12', 85' · M. Morel 36' |     |      |

| Xile             | 1–0 | Paraguai |
| ---------------- | --- | -------- |
| Carlos Rivas 10' |     |          |

Com cadascun dels equips havia guanyat un partit es disputà un partit de desempat en camp neutral.
| Paraguai | 0–0 (pr.) | Xile |
| -------- | --------- | ---- |
|          |           |      |

El partit de desempat acabà en empat després de pròrroga. Paraguai es proclamà campió per l'agregat de gols 3–1.

## Resultat
| Copa Amèrica 1979    |
| -------------------- |
|                      |
| Paraguai Segon títol |

## Golejadors
4 gols
- [[Fitxer:Flag of Chile.svg|23x15px|border |alt=Xile|link=Selecció de futbol de Xile|{{#if:|]] Jorge Peredo
- [[Fitxer:Flag of Paraguay (1954-1988).svg|23x15px|border |alt=Paraguai|link=Selecció de futbol del Paraguai|{{#if:|]] Eugenio Morel

3 gols
- [[Fitxer:Flag of Brazil (1968-1992).svg|23x15px|border |alt=Brasil|link=Selecció de futbol del Brasil|{{#if:|]] Sócrates Brasileiro
- [[Fitxer:Flag of Chile.svg|23x15px|border |alt=Xile|link=Selecció de futbol de Xile|{{#if:|]] Carlos Caszely
- [[Fitxer:Flag of Chile.svg|23x15px|border |alt=Xile|link=Selecció de futbol de Xile|{{#if:|]] Carlos Rivas
- [[Fitxer:Flag of Paraguay (1954-1988).svg|23x15px|border |alt=Paraguai|link=Selecció de futbol del Paraguai|{{#if:|]] Julio César Romero

2 gols
- [[Fitxer:Flag of Argentina.svg|23x15px|border |alt=Argentina|link=Selecció de futbol de l'Argentina|{{#if:|]] Daniel Passarella
- [[Fitxer:Flag of Bolivia.svg|23x15px|border |alt=Bolívia|link=Selecció de futbol de Bolívia|{{#if:|]] Carlos Aragonés
- [[Fitxer:Flag of Bolivia.svg|23x15px|border |alt=Bolívia|link=Selecció de futbol de Bolívia|{{#if:|]] Jesús Reynaldo
- [[Fitxer:Flag of Brazil (1968-1992).svg|23x15px|border |alt=Brasil|link=Selecció de futbol del Brasil|{{#if:|]] Tita
- [[Fitxer:Flag of Brazil (1968-1992).svg|23x15px|border |alt=Brasil|link=Selecció de futbol del Brasil|{{#if:|]] Zico
- [[Fitxer:Flag of Paraguay (1954-1988).svg|23x15px|border |alt=Paraguai|link=Selecció de futbol del Paraguai|{{#if:|]] Milcíades Morel
- [[Fitxer:Flag of Paraguay (1954-1988).svg|23x15px|border |alt=Paraguai|link=Selecció de futbol del Paraguai|{{#if:|]] Hugo Talavera
- [[Fitxer:Flag of Uruguay.svg|23x15px|border |alt=Uruguai|link=Selecció de futbol de l'Uruguai|{{#if:|]] Waldemar Victorino

1 gol
- [[Fitxer:Flag of Argentina.svg|23x15px|border |alt=Argentina|link=Selecció de futbol de l'Argentina|{{#if:|]] Hugo Coscia
- [[Fitxer:Flag of Argentina.svg|23x15px|border |alt=Argentina|link=Selecció de futbol de l'Argentina|{{#if:|]] Roberto Osvaldo Díaz
- [[Fitxer:Flag of Argentina.svg|23x15px|border |alt=Argentina|link=Selecció de futbol de l'Argentina|{{#if:|]] Jorge Gáspari
- [[Fitxer:Flag of Argentina.svg|23x15px|border |alt=Argentina|link=Selecció de futbol de l'Argentina|{{#if:|]] Carlos Angel López
- [[Fitxer:Flag of Argentina.svg|23x15px|border |alt=Argentina|link=Selecció de futbol de l'Argentina|{{#if:|]] Diego Maradona
- [[Fitxer:Flag of Brazil (1968-1992).svg|23x15px|border |alt=Brasil|link=Selecció de futbol del Brasil|{{#if:|]] Paulo Roberto Falcão
- [[Fitxer:Flag of Brazil (1968-1992).svg|23x15px|border |alt=Brasil|link=Selecció de futbol del Brasil|{{#if:|]] Palhinha
- [[Fitxer:Flag of Brazil (1968-1992).svg|23x15px|border |alt=Brasil|link=Selecció de futbol del Brasil|{{#if:|]] Roberto Dinamite
- [[Fitxer:Flag of Chile.svg|23x15px|border |alt=Xile|link=Selecció de futbol de Xile|{{#if:|]] Mario Soto
- [[Fitxer:Flag of Chile.svg|23x15px|border |alt=Xile|link=Selecció de futbol de Xile|{{#if:|]] Leonardo Véliz
- [[Fitxer:Flag of Chile.svg|23x15px|border |alt=Xile|link=Selecció de futbol de Xile|{{#if:|]] Patricio Yáñez
- [[Fitxer:Flag of Colombia.svg|23x15px|border |alt=Colòmbia|link=Selecció de futbol de Colòmbia|{{#if:|]] Gabriel Chaparro
- [[Fitxer:Flag of Colombia.svg|23x15px|border |alt=Colòmbia|link=Selecció de futbol de Colòmbia|{{#if:|]] Ernesto Díaz
- [[Fitxer:Flag of Colombia.svg|23x15px|border |alt=Colòmbia|link=Selecció de futbol de Colòmbia|{{#if:|]] Arnoldo Iguarán
- [[Fitxer:Flag of Colombia.svg|23x15px|border |alt=Colòmbia|link=Selecció de futbol de Colòmbia|{{#if:|]] Jaime Morón
- [[Fitxer:Flag of Colombia.svg|23x15px|border |alt=Colòmbia|link=Selecció de futbol de Colòmbia|{{#if:|]] César Valverde
- [[Fitxer:Flag of Ecuador.svg|23x15px|border |alt=Equador|link=Selecció de futbol de l'Equador|{{#if:|]] Jorge Luis Alarcón
- [[Fitxer:Flag of Ecuador.svg|23x15px|border |alt=Equador|link=Selecció de futbol de l'Equador|{{#if:|]] Fausto Klinger
- [[Fitxer:Flag of Ecuador.svg|23x15px|border |alt=Equador|link=Selecció de futbol de l'Equador|{{#if:|]] Mario Tenorio
- [[Fitxer:Flag of Ecuador.svg|23x15px|border |alt=Equador|link=Selecció de futbol de l'Equador|{{#if:|]] Carlos Torres Garcés
- [[Fitxer:Flag of Paraguay (1954-1988).svg|23x15px|border |alt=Paraguai|link=Selecció de futbol del Paraguai|{{#if:|]] Juvencio Osorio
- [[Fitxer:Flag of Paraguay (1954-1988).svg|23x15px|border |alt=Paraguai|link=Selecció de futbol del Paraguai|{{#if:|]] Alicio Solalinde
- [[Fitxer:Flag of Peru.svg|23x15px|border |alt=Perú|link=Selecció de futbol del Perú|{{#if:|]] Roberto Mosquera
- [[Fitxer:Flag of Uruguay.svg|23x15px|border |alt=Uruguai|link=Selecció de futbol de l'Uruguai|{{#if:|]] Alberto Bica
- [[Fitxer:Flag of Uruguay.svg|23x15px|border |alt=Uruguai|link=Selecció de futbol de l'Uruguai|{{#if:|]] Denis Milar
- [[Fitxer:Flag of Uruguay.svg|23x15px|border |alt=Uruguai|link=Selecció de futbol de l'Uruguai|{{#if:|]] Rubén Paz
- [[Fitxer:Flag of Venezuela (1930-1954).svg|23x15px|border |alt=Veneçuela|link=Selecció de futbol de Veneçuela|{{#if:|]] Rodolfo Carbajal